# Michael Lang (produttore)
Michael Lang (New York, 12 dicembre 1944 – New York, 8 gennaio 2022) è stato un imprenditore statunitense, organizzatore di concerti musicali, noto soprattutto per essere stato uno dei promotori del Festival di Woodstock nel 1969.

## Biografia
Nel 1967 Lang lasciò la New York University e si trasferì a Coconut Grove in Florida, per aprire un head shop. Nel 1968, dopo aver promosso una serie di concerti nella zona di Miami, Lang produsse il "Miami Pop Festival", probabilmente il più grande festival di musica del suo tempo. Esso attirò 100.000 persone nell'arco di due giorni con artisti come Jimi Hendrix, Carlos Santana, Janis Joplin, Mothers of Invention, John Lee Hooker, Arthur Brown e Blue Cheer.

### Woodstock
Dopo essersi trasferito a Woodstock incontrò Artie Kornfeld a New York e i due concepirono l'idea di realizzare una grande festa per celebrare i movimenti sociali degli anni sessanta e pensarono di aprire uno studio di registrazione nella città di Woodstock. Con Kornfeld e in collaborazione con John P. Roberts e Joel Rosenman, Lang realizzò il festival di Woodstock, che si tenne nella fattoria di Max Yasgur a Bethel dal 15 al 17 agosto 1969.
Michael Lang è comparso in molte scene del film documentario Woodstock - Tre giorni di pace, amore e musica, vincitore del premio Oscar nel 1970.

Lang ha anche prodotto "Woodstock '94" 
con i partner Roberts, Rosenman e co-produttore John Scher e "Woodstock '99"
con John Scher e Ossie Kilkenny.
Lang è stato produttore associato del film di Wes Anderson Un colpo da dilettanti.

### Altamont Free Concert
Lang non era tra i produttori dell'Altamont Free Concert del 6 dicembre 1969 che alcuni avevano annunciato come una "Woodstock dell'ovest", ma fu invitato dai Rolling Stones e Grateful Dead per assistere allo spostamento dell'ultimo momento, dalla Sears Point Raceway alla Altamont Raceway Park nei pressi della cittadina di Tracy (California). Sede del concerto era inizialmente previsto il Golden Gate Park, e doveva avere come protagonisti i Rolling Stones, Grateful Dead, Carlos Santana, Jefferson Airplane, The Flying Burrito Brothers e Crosby, Stills & Nash. La città di San Francisco revocò i permessi per il Golden Gate Park, apparentemente a causa di una partita di football dei San Francisco 49ers al Kezar Stadium, situato nel parco, alla data prevista. Il concerto venne successivamente trasferito a Sears Point Raceway. Tuttavia, una disputa sui diritti cinematografici portarono alla sua cancellazione. A Lang e al manager dei Grateful Dead, Rock Scully, venne poi offerta la Altamont Speedway - concorrente della Sears Point Raceway - dal proprietario Dick Carter. Dopo che il luogo era stato fissato per il concerto, Lang sembrò l'organizzatore adatto, vista la sua esperienza nel molto più grande festival di Woodstock.
La sede era stata spostata il 4 dicembre alla Sears Point Raceway e il concerto iniziava il 6 dicembre.
Il cambiamento di luogo creò gravi problemi tecnici, tra cui il palco troppo basso e vicino agli spettatori. Gli Hells Angels vennero poi assunti per la sicurezza, questo determinò numerosi scontri con gli spettatori, così come un alterco sul palco con membri dei Jefferson Airplane, nel quale il cantante Marty Balin fu colpito e perse i sensi. Uno spettatore, Meredith Hunter, fu accoltellato e ucciso, quando cercò di salire sul palco con una pistola, mentre i Rolling Stones si esibivano.
Questi incidenti, tra cui l'alterco dei Jefferson Airplane e l'omicidio di Meredith Hunter, furono filmati e compaiono nel film documentario di Albert e David Maysles Gimme Shelter. Ci furono anche tre morti accidentali tra la folla dei 300.000 spettatori. Nel film si vede anche Lang (egli appare ultimo sul palcoscenico, mentre si allontana durante gli incidenti tra Hells Angels e Jefferson Airplane).

### Just Sunshine Records
Lang era proprietario e gestiva la Just Records Sunshine,
che ha prodotto e pubblicato più di 40 album musicali di diversi artisti come Billy Joel, Betty Davis e Mississippi Fred McDowell. Lang fu anche il manager di numerosi artisti internazionali di successo, tra cui Joe Cocker, Rickie Lee Jones, Willy DeVille, Tarkan e il gruppo spagnolo El Último de la Fila.

### Attività successive
La Michael Lang Organization (MLO) si occupa della produzione dal vivo di eventi, di film e della gestione organizzativa di artisti. I progetti recenti includono la celebrazione del cinquantesimo anniversario del Lincoln Center con la compagnia teatrale francese Royal de Luxe, la celebrazione del 40º anniversario di Woodstock nell'estate del 2009, una versione cinematografica del classico romanzo di culto, Il maestro e Margherita e progetti teatrali in Turchia e Corea del Sud.
Inoltre, con i suoi partner nella Woodstock Ventures Inc.,
Lang stava sviluppando progetti che comprendono un Broadway musical basato su Woodstock e lifestyle brand (marchi di moda, "di tendenza").
Nell'agosto del 2005, la MLO ha collaborato alla realizzazione dell'Amsterjam festival, sponsorizzato dalla Heineken alla Randall's Island,
caratterizzato da mash up di artisti come Snoop Dogg, Red Hot Chili Peppers e Wyclef Jean.
La MLO inoltre ha lavorato con i seguenti artisti: OutKast, Prince, Missy Elliott, Snoop Dogg, Steely Dan, Fugees, Wyclef Jean, Tarkan, Shakira, Madonna, Norah Jones, Marc Anthony, Twista, Dave Matthews, Bruce Springsteen, Alicia Keys, Kid Rock, Red Hot Chili Peppers, Christina Aguilera, Linkin Park e Avril Lavigne.
Nel 2009, la Woodstock Ventures Inc. (Michael Lang, Joel Rosenman e il finanziamento di John P. Roberts) ha costituito una joint venture con Sony Music Entertainment e lanciato www.woodstock.com. 
Il sito celebra la storia del Festival di Woodstock originale e serve come un social network di musica dal vivo.
Lang aveva cinque figli e un nipote. La sua prima moglie, la vocalist Ann Lang, si esibì in tournée come corista con Joe Cocker e Leon Russell dal 1978 al 1982. Era uno scultore.
Lang è morto l'8 gennaio 2022 a 77 anni, mentre era ricoverato presso il Memorial Sloan Kettering Cancer Center di New York, a causa di una rara forma di linfoma non Hodgkin.

## Nei media
Nel film del 2009 di Ang Lee Taking Woodstock, Michael Lang è stato interpretato dall'attore Jonathan Groff. Lang è uno degli intervistati nel documentario del 2000 My Generation (2000).